# Apparato centrale elettrico
Nella tecnica e nella regolamentazione delle ferrovie si definisce Apparato Centrale Elettrico (ACE) un apparato centrale che sfrutta l'energia elettrica per la manovra degli enti di piazzale di una stazione ferroviaria (deviatoi, segnali e passaggi a livello). 

## Tipologie
Gli apparati centrali elettrici si distinguono sulla base dei principi di funzionamento:
- Apparato Centrale Elettrico a leve individuali: ogni ente di piazzale viene manovrato individualmente per mezzo di apposite leve presenti nell'apparato centrale[2];
- Apparato Centrale Elettrico a Leve di Itinerario: ogni itinerario viene formato per mezzo della movimentazione di una sola leva, a cui corrisponde la manovra di tutti gli enti necessari alla formazione dell'itinerario e la verifica delle condizioni di sicurezza previste[3];
- Apparato Centrale Elettrico a Itinerari: caratterizzato dallo stesso principio di funzionamento dell'ACELI, ma la manovra avviene per mezzo della pressione di un pulsante[2].